# جک ویلسون
جک ویلسون (انگلیسی: Jack Wilson؛ ۸ مارس ۱۸۹۷ – unknown) یک بازیکن فوتبال بود.
از باشگاه‌هایی که در آن بازی کرده‌است می‌توان به باشگاه فوتبال بریستول سیتی اشاره کرد.